# Discover (Zeitschrift)
Discover ist eine amerikanische populärwissenschaftliche Monatszeitschrift. Die Erstauflage erschien im Oktober 1980 in der Time Verlagsgruppe. 1987 übernahm Family Media die Zeitschrift. Dieser Verlag wurde 1991 selbst von der Walt Disney Company übernommen. Seit Oktober 2005 gehörte Discover zwei Investmentgesellschaften im Medienbereich, ehe Kalmbach Media – Verleger mehrerer Zeitschriften wie Astronomy und Trains – Discover im Sommer 2010 erwarb. Anfänglich war Bob Guccione, Jr., der Gründer der Musikzeitschrift Spin und des Männermagazins Gear, Herausgeber.
Discover war als populärwissenschaftliches Magazin geplant worden, etwas leichter lesbar als Scientific American, aber detaillierter und wissenschaftsorientierter als Popular Science. Zur Zeit der Ersterscheinung kamen weitere Wissenschaftsmagazine auf den Markt, so auch Science 80 von der American Association for the Advancement of Science, die älteren Zeitschriften Science News und Science Digest nahmen ein ähnliches Format an. Einige der konkurrierenden Zeitschriften scheiterten Mitte der 1980er Jahre. Bei Discover entschied man sich, mit auch spekulativeren Themen ein breiteres Publikum anzusprechen und nahm unter anderem auch psychologische Artikel mit auf. Dieses wirtschaftlich sehr erfolgreiche Vorgehen führte zu Konflikten mit dem früheren Chefredakteur Leon Jaroff, der zu Time zurückkehrte.
Seit dem April 2009 werden die Januar/Februar und Juli/Augusthefte als Doppelhefte herausgegeben.